# Маяк (Юргамиський район)
Мая́к (рос. Маяк) — присілок у складі Юргамиського району Курганської області, Росія. Входить до складу Вилкинської сільської ради.
Населення — 25 осіб (2010, 87 у 2002).